# 10646 Machielalberts
10646 Machielalberts eller 2077 P-L är en asteroid i huvudbältet som upptäcktes den 26 september 1960 av den nederländsk-amerikanske astronomen Tom Gehrels och det nederländska astronomparet Ingrid van Houten-Groeneveld och Cornelis Johannes van Houten vid Palomarobservatoriet. Den är uppkallad efter astronomen Machiel Alberts.
Asteroiden har en diameter på ungefär 4 kilometer.